# أسك (سمام)
أسك (بالفارسية: آسک) هي قرية تقع في إيران في غيلان. يقدر عدد سكانها بـ 18 نسمة بحسب إحصاء 2016.